# 加拿大國民銀行
加拿大国民銀行（TSX：NA，又译加拿大国家银行）是加拿大第六大商業銀行，總部位於魁北克，也是該省最大銀行（蒙特利爾銀行實際總部位於安大略省多倫多）。雖然名稱中含有National（國家、國民），但卻非加拿大的中央銀行（實際上是加拿大銀行），而是魁北克的一家普通的加拿大全國性的商業銀行。
截至2024年10月31日，加拿大国民银行在加拿大共拥有368家分行和940台自动柜员机，服务约290万个人和商业客户。在其他國家也有子公司、代表機構和合作夥伴，因此也可為包括美國在內的其他國家的用戶提供服務。
2011年，《彭博市場》將加拿大国民銀行評為北美最強的銀行，在其“世界最強銀行排行榜”中排第三。

## 相关内容
- 加拿大五大银行
- 加拿大皇家銀行
- 多倫多道明銀行
- 豐業銀行
- 滿地可銀行
- 加拿大帝国商业银行

## 外部連結
- National Bank of Canada/Banque Nationale du Canada（页面存档备份，存于）
- Natbank（页面存档备份，存于）
- Natcan Investment Management（页面存档备份，存于）
- National Bank Direct Brokerage inc.（页面存档备份，存于）
- National Bank Financial（页面存档备份，存于）
- National Bank General Insurance